# Луди од љубави (представа)
Луди од љубави је позоришна представа коју је режирао Јовица Павић према комаду Сема Шепарда.
Премијерно приказивање било је 30. јуна 2008. године у омладинском позоришту ДАДОВ.
Комад се бави темом усамљености појединца који жели да припада групи.

## Радња
Радња драме смештена је у мотелу у пустињи Мохава, а дешава се 70тих година у Америци. У средишту ове драме је љубавна прича између двоје младих људи (Меј и Еди) чија је љубав друштвено неприхватљива.
Њих двоје покушавају да јој се одупру сталним бежањем једно од другог које се увек заврши поновним враћањем једно другом. Један од тих поновних сусрета је и почетак ове драме. Еди налази Меј у мотелу, који представља место у које људи долазе и одлазе у потрази за изгубљеним животом и сновима.

## Улоге
| Лица | Глумци              |
| ---- | ------------------- |
| Меј  | Марија Круљ         |
| Ед   | Данило Петровић     |
|      | Жељко Алексић       |
|      | Десимир Стајнојевић |
|      | Сем Шепард          |